# Goniophthalmus simonyi
Goniophthalmus simonyi là một loài ruồi trong họ Tachinidae.